# Rusze vasútállomás
Rusze vasútállomás a bulgáriai Rusze legjelentősebb vasútállomása. A Duna híd 1954-es megnyitása után egy nagy, sztálinista stílusú állomást akartak építeni a város számára. Az 1955 végén átadott Rusze vasútállomás egy ideig a Balkán legnagyobb állomása lett három peronnal, négy peronos és egy kikerülő vágánnyal. 
Fontos vasúti csomópont: az 1866-ban megnyitott Rusze–Várna-vasútvonal mellett Gorna Orjahovicán át Szófia, valamint a Duna hídon át Bukarest felé is vezet vasútvonal. Belföldön Szófia, Plovdiv, Várna és Burgasz, nemzetközi viszonylatban pedig Bukarest és Isztambul felé közlekednek vonatok. A Duna hídon át Románia felé közlekedő vonatok számára határállomásként is működik.
A vasútállomás mellett működik az Avtogara Jug, a város fő távolsági autóbusz-állomása.

## Fordítás
- Ez a szócikk részben vagy egészben a Ruse Central railway station című angol Wikipédia-szócikk ezen változatának fordításán alapul.  Az eredeti cikk szerkesztőit annak laptörténete sorolja fel. Ez a jelzés csupán a megfogalmazás eredetét és a szerzői jogokat jelzi, nem szolgál a cikkben szereplő információk forrásmegjelöléseként.